# Actinidia rongshuiensis
Actinidia rongshuiensis är en tvåhjärtbladig växtart som beskrevs av R.G.Li och X.G.Wang. Actinidia rongshuiensis ingår i släktet aktinidiasläktet, och familjen Actinidiaceae. Inga underarter finns listade i Catalogue of Life.